# Mirpur (Bangladesh)
Mirpur è un sottodistretto (upazila) del Bangladesh situato nel distretto di Kushtia, divisione di Khulna. Si estende su una superficie di 317,35 km² e conta una popolazione di 266.046 abitanti (dato censimento 1991).